# Championnat du Kosovo de football 2017-2018
Navigation
Édition précédente Édition suivante
La Superliga du Kosovo 2017-2018 est la 19e édition du Championnat du Kosovo de football également appelé Vala Superliga pour des raisons de parrainage. La saison a débuté le 18 août 2017. Un total de 12 équipes s'affrontent trois fois chacun contre tous totalisant 33 matchs.
Le champion sortant est KF Trepça'89.
Le KF Drita remporte son premier titre à l'issue de la dernière journée de championnat.

## Équipes participantes
| Equipe               | Ville     | Stade                |
| -------------------- | --------- | -------------------- |
| KF Besa Pejë         | Peć       | Shahin Haxhiislami   |
| KF Drenica           | Skenderaj | Bajram Aliu          |
| KF Drita             | Gjilan    | Gjilan City          |
| KF Feronikeli        | Glogovac  | Rexhep Rexhepi       |
| KF Flamurtari        | Pristina  | Flamurtari           |
| KF Gjilani           | Gjilan    | Gjilan City          |
| KF Liria             | Prizren   | Përparim Thaçi       |
| KF Llapi             | Podujevo  | Zahir Pajaziti       |
| FC Pristina          | Pristina  | Shahin Haxhiislami   |
| KF Trepça'89         | Mitrovicë | Riza Lushta          |
| Vëllaznimi           | Gjakova   | City Stadium Gjakova |
| KF Vllaznia Pozheran | Vitina    | Ibrahim Kurteshi     |

## Classement
| Rang | Équipe                 | Pts | J  | G  | N  | P  | Bp | Bc | Diff |
| ---- | ---------------------- | --- | -- | -- | -- | -- | -- | -- | ---- |
| 1    | KF Drita               | 67  | 33 | 18 | 13 | 2  | 53 | 21 | +32  |
| 2    | FC Pristina C          | 64  | 33 | 18 | 10 | 5  | 39 | 18 | +21  |
| 3    | KF Llapi Podujeve      | 54  | 33 | 16 | 6  | 11 | 51 | 41 | +10  |
| 4    | KF Trepça'89 T         | 53  | 33 | 14 | 11 | 8  | 41 | 25 | +16  |
| 7    | KF Feronikeli          | 48  | 33 | 10 | 18 | 5  | 32 | 18 | +14  |
| 5    | KF Drenica             | 48  | 33 | 13 | 9  | 11 | 34 | 27 | +7   |
| 6    | KF Liria               | 48  | 33 | 13 | 9  | 11 | 34 | 30 | +4   |
| 8    | KF Gjilan              | 45  | 32 | 10 | 15 | 7  | 29 | 21 | +8   |
| 9    | KF Vëllaznimi P        | 43  | 32 | 10 | 13 | 9  | 29 | 28 | +1   |
| 10   | KF Flamurtari P        | 25  | 33 | 6  | 7  | 20 | 28 | 53 | -25  |
| 11   | KF Besa                | 22  | 33 | 6  | 4  | 23 | 28 | 64 | -36  |
| 12   | KF Vllaznia Pozheran P | 14  | 33 | 3  | 5  | 25 | 16 | 68 | -52  |

Qualifications européennes
Ligue des champions 2018-2019
- 1er tour préliminaire

Ligue Europa 2018-2019
- 1er tour préliminaire

Relégation
- Barrages de relégation
- Relégation

Abréviations
T : Tenant du titre

C : Vainqueur de la Coupe du Kosovo

P : Promu
La place pour la Ligue Europa 2018-2019 est réservée pour le vainqueur de la Coupe du Kosovo.

### Barrages de Maintien et de Promotion
Le neuvième et le dixième disputent en fin de saison un match de barrage pour le maintien ou la promotion.